# Черкези
Черкезите (самоназвание: адиги или адъга) са кавказки народ, произлизащ от историческата област Черкезия, като основната част от него е изселена оттам по време на проведения от Русия Черкезки геноцид след завършилата през 1864 година Кавказка война.
Преди геноцида черкезите се разделят на 12 подгрупи – абадзехи, бесленеевци, бжедуги, хатукайци, кабардинци, мамхеги, натухайци, шапсуги, темиргоевци, убъхи, егерукаевци и жанеевци. Съвременните руски преброявания разглеждат черкезите като четири обособени етноса – кабардинци, адигейци, черкези и шапсуги.
Повечето черкези са мюсюлмани сунити. Те говорят черкезки, кавказки език с две основни диалекта и множество поддиалекти. Според руските преброявания в историческа Черкезия днес живеят около 700 хиляди черкези. Броят на потомците на изселените черкези, частично асимилирани в местните етноси, се оценява на около 3,7 милиона души. От тях към 2 милиона живеят в Турция, а около 300 хиляди в други страни от Близкия Изток, главно Сирия и Йордания.

## История
Наименованието „черкез“ вероятно произлиза от „керкет“, с което древногръцките автори са наричали населението, живеещо по североизточното крайбрежие на Черно море. Съвременна Черкезия е заселена от адигски племена през V – VIII век. През XII – XIII век част от адигите се заселват по поречието на река Терек, основавайки княжествата на Голяма и Малка Кабарда.
През 1820 г. руската външна политика на император Александър I е насочена към постепенно овладяване на Северен Кавказ. Това предизвиква ожесточена съпротива на местните народи, в това число и черкезите, които се обединяват във военни съюзи и водят сражения с руски редовни части. Избухналата Кавказка война (1817 – 1864 г.) продължила почти 50 години, е изключително кръвопролитна. Въпреки добрата организираност и силния фанатизъм адигите не успяват да постигнат победа. На 21 май 1864 г. войната е официално прекратена, а клаузите на мирния договор са неприемливи за кавказците, които трябва да се изселват в равнинни райони и да започнат нов начин на живот.
По силата на двустранно сключен договор, Османската империя поема задължението по настаняването на кавказките изселници на територията на империята, а Руската империя в замяна на това приема християни, главно българи, които заселва в степите на днешна Украйна. Всъщност процесът на изселвания от Кавказ към тогавашна Турция започва след Кримската война от 1854 г. и продължава с различна интензивност до 1864 г. и малко след това. Най-многочислени са изселническите вълни при Черкезкия геноцид през периода 1864 – 1867 г.
През 1866 г. хиляди черкези пристигат във Варна. Жителите на Варна трябва да ги хранят, да им построят къщи и накрая да снабдят всяко семейство с чифт волове, една араба /волска кола/ и житни семена. Други черкези си построяват села в горите, които покриват склоновете на Стара планина, а Варна остава мястото им за пазар. Черкезите често не се подчиняват на управляващите и отговарят с оръжие на опити на властта да налага правосъдие. В българските земи се заселват общо около 200 000 черкези, много от които фанатични мюсюлмани, желаещи „да си отмъстят за страданието“ (понесено в Русия) „върху всички, които носят името християни“ и играят значителна роля в „българските кланета“ от 1876 г.
Големият брой на бежанците създава силни затруднения на османските власти по разселванията на кавказците. Допълнителен проблем се оказва липсата на достатъчен брой плавателни съдове за транспортиране на хората през Черно море, както и липсата на нормални хигиенни условия и медицинско обслужване. Много от кавказците не разполагат с храна, хиляди семейства боледуват и мнозина от тях умират по пътя. Поради превишаване на нормата за допустимия товар, много от корабите потъват на дъното заедно с екипажите и пътниците.
Високата порта взема решение за концентриране на черкезките бежанци в християнските провинции на империята и основно: България, Македония, днешните части на Молдова, Румъния, днешна Сърбия (района на Цариброд, Ниш и Лесковац, които по онова време, та дори и частично днес,  са били населявани от българи), Косово и част от днешна Северна Гърция. В районите на разселване на черкезите, местното християнско население е било задължено да им изгради жилища. Целта е тези региони да се заселят с компактна маса мюсюлманско население, което в бъдеще да парира всеки опит за борба срещу султанската власт. Опитът по-късно показва, че черкезите успешно се използват в качеството им на милиции, особено по време на Априлското въстание през 1876 г.